# Вади Абу Джамиль
Вади Абу Джамиль — еврейский квартал в Бейруте (Ливан), расположенный в Центральном районе Бейрута.

## История
Формально квартал носит название Вади аль-Яхуд (что означает "Долина евреев"), квартал был центром общины ливанских евреев с находящейся в нём важнейшей и крупнейшей синагогой в Бейруте — Маген Авраам. Прилегающая к ней территория веками служила местом обитания еврейской общины Ливана, позднее она значительно увеличивалась за счёт притока беженцев из Сирии и Ирака.
Большая часть общины эмигрировала из страны в результате Ливанского кризиса 1958 года и Гражданской войны (1975—1990).
Ещё более массовой эмиграции община подверглась в ходе Ливанской войны 1982 года, когда палестинские военные силы ООП заняли район Вади Абу Джамиль. Это вынудило Израиль подвергнуть бомбардировкам этот район Бейрута, в результате чего серьёзно пострадала и синагога Маген Авраам

## Современные изменения
Реконструкция синагоги Маген Авраам началась летом 2009 года. Средства на реконструкцию включают пожертвования от организации Lebanese Jewish Community Council и ливанских евреев, живущих за пределами Ливана. Исаак Арази, лидер еврейской общины, пожертвовал из личных средств $40 000. Общая стоимость реконструкции оценивается в сумму от $1 миллиона до $1.5. Solidere, ливанская организация, занимающаяся восстановлением центрального Бейрута, инвестировала в проект возрождения синагоги $150 000. Ливанский архитектор Набиль Голам играет важную роль в проекте реконструкции Маген Авраам.